# Station Purwoasri
Purwoasri is een spoorwegstation in de Indonesische provincie Oost-Java.

## Bestemmingen
- Brantas: naar Station Kediri en Station Tanahabang
- Kahuripan: naar Station Kediri en Station Padalarang
- Matarmaja: naar Station Malang en Station Pasar Senen
- Rapih Dhoho: naar Station Blitar en Station Surabaya Gubeng